# Bier in Georgië

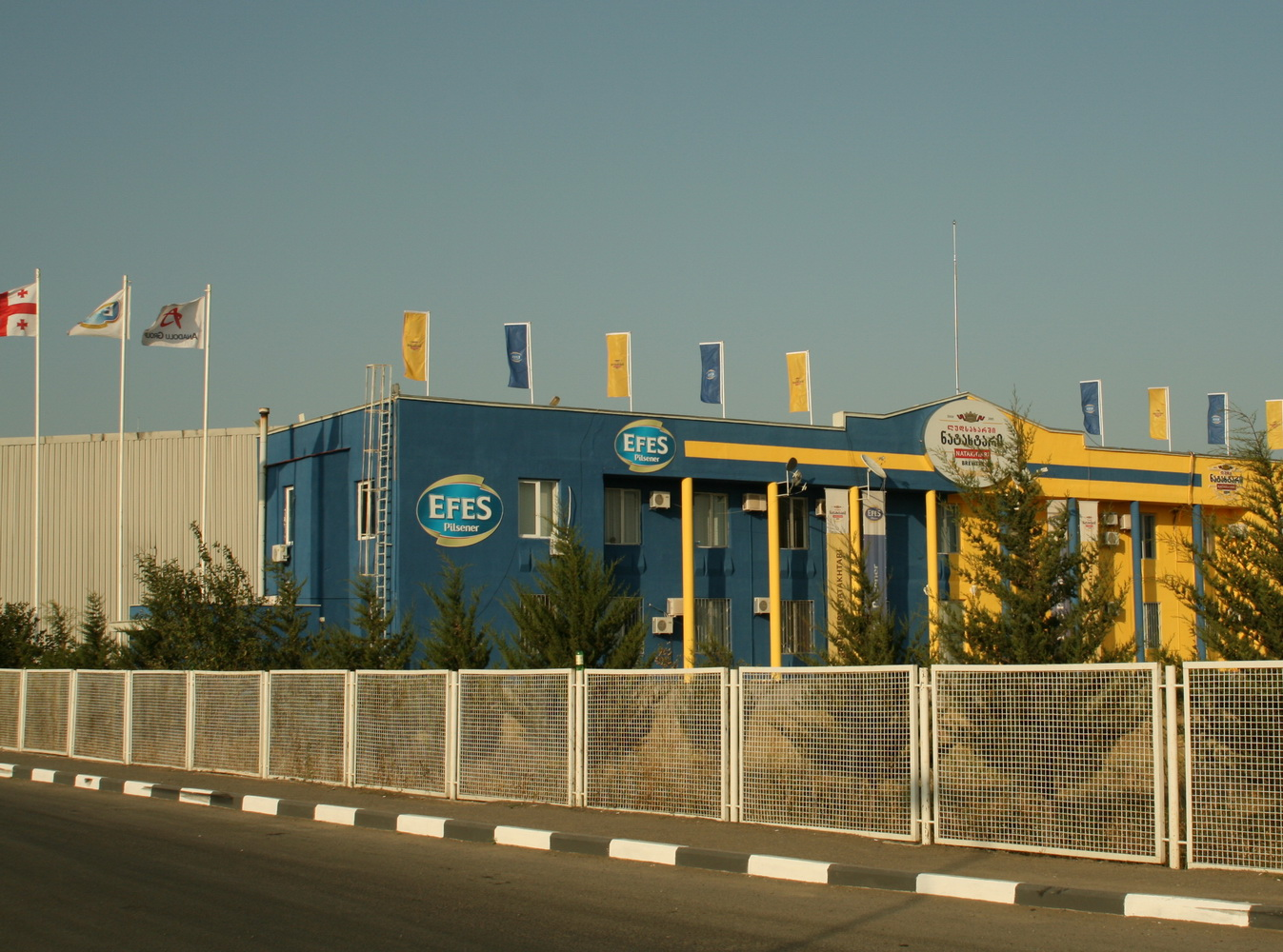
Brouwerij Natachtari (EBI)

Bier (Georgisch: ლუდი) is in Georgië al gekend sinds de oudheid en was vooral traditioneel aanwezig in de bergachtige gebieden van Chevsoeretië en Toesjeti. Bier maakt 18% uit van de totale alcoholconsumptie in het land waar al sinds duizenden jaren wijn geproduceerd wordt.

## Brouwerijen
Sinds de herwonnen onafhankelijkheid in 1991 na het uiteenvallen van de Sovjet-Unie is de bierindustrie opgeleefd en wordt er sindsdien een aantal lokale bieren van goede kwaliteit in Georgië geproduceerd. Brouwerij Natachtari, gevestigd in het gelijknamige dorp, kwam in 2008 in handen van de Turkse Efes Beverage Group. De brouwerij heeft met onder andere de bieren Natakhtari en Efes Pilsen een marktaandeel van ongeveer 50% in het land (2015). De in 2012 opgerichte Georgian Beer Company (Kartuli Ludis), wist dankzij een sterke financiële positie en marketingstrategie in korte tijd met hun nieuwe bier Zedazeni een marktaandeel van 25% te veroveren. In 2016 streefde Kartuli Ludis de jarenlange marktleider Natakhtari voorbij en hadden beiden een marktaandeel van ruim 30%. Andere belangrijke brouwerijen zijn Brouwerij Kazbegi en Brouwerij Castel-Sakartvelo. In de hoofdstad Tbilisi zijn een aantal buitenlandse bieren te verkrijgen. 
Een selectie van brouwerijen: 
- Brouwerij Natachtari eigendom van Efes Breweries International (EBI)
- Brouwerij Kazbegi JSC
- Kartuli Ludis Kompania (Georgian Beer Company)
- Brouwerij Ballis
- Brouwerij Castel-Sakartvelo (Castel-groep)
- Brouwerij Mirzaani
- Brau Kaiser

## Bierfestivals
Tussen 2010 en 2015 vond er jaarlijks in de zomer het Tbilisi Beer Festival plaats. Het festival werd georganiseerd door Brouwerij Natachtari, die gedurende de zomers ook elders in het land bierfeesten organiseerde. Door hogere accijnzen op bier annuleerde Natachtari het festival vanaf 2015.

## Cijfers 2011
- Bierconsumptie per inwoner: 0,76 liter
- Actieve brouwerijen: 17[6]

## Bieren
- Argo
- Ballis
- Castel Beer
- Kaiser
- Kazbegi
- Khevsuruli
- Mirzaani
- Natakhtari
- Germanuli
- Herzog
- Zedazeni
- Zekari